# جادوگران محله ویورلی
جادوگران محله وِیوِرلی (به انگلیسی: Wizards of Waverly Place) یک مجموعهٔ تلویزیونی آمریکایی در ژانر کمدی موقعیت جوانان است که از ۱۲ اکتبر ۲۰۰۷ تا ۶ ژانویه ۲۰۱۲ از شبکه دیزنی پخش می‌شد. این سریال به کارگردانی تاد جی. گرینوالد و بازیگرانی مانند سلنا گومز، دیوید هنری و جیک تی. آستین در آن نقش سه خواهر و برادر نوجوان از خانواده روسو با قدرت‌های جادویی که با یکدیگر بر سر تصاحب قدرت فردی و خاص و تبدیل شدن به جادوگر خانواده رقابت می‌کنند را ایفا می‌کنند.

## داستان
در محله ویورلی منهتن، دهکده گرینویچ، خانواده روسو، در طبقه بالای مغازه ساندویچ فروشی خود زندگی می‌کنند.

این خانواده از یک خواهر و دو برادر، به نام‌های الکس (سلنا گومز)، جاستین (دیوید هنری) و مکس(جیک تی. آستین) و پدر و مادر آن‌ها، ترسا (ماریا کانالز باررا) و جری روسو (دیوید دی لوئیس) متشکل شده‌است.

سه فرزند نوجوان خانواده، جادوگر هستند که به همراه پدر ایتالیایی و سابقاً جادوگر و مادر مکزیکی و غیر جادوگر خود زندگی می‌کنند.

هنگامی که این خواهر و برادرها آموزش جادوگری خود را به اتمام رساندند، باید در یک رقابت خانوادگی شرکت کنند که تصمیم می‌گیرد چه کسی به جادوگر خانواده (کسی که قدرت جادویی خود را تا ابد داشته باید) تبدیل شود در حالی که بقیه شرکت کنندگان باخته، قدرت جادویی خود را از دست می‌داده و تبدیل به انسان فانی می‌شوند. به همین دلیل جری همیشه سعی می‌کند به فرزندان خود آموزش دهد که به جادوی خود وابسته نشوند و از آنجایی که یکی از آن‌ها قرار است جادو را نگه دارد، او همچنین به آن‌ها جادوگری را آموزش می‌دهد.

اتاق ذخیره‌سازی ایستگاه فرعی خانواده روسو یک استراحتگاه جادوگر است. در این استراحتگاه یک پورتال قرار دارد که به آن‌ها اجازه می‌دهد تا از دنیای جادوگری و از دیگر موجودات بازدید کنند. همچنین مدیر شورای جادوگری، پروفسور کرامبز (ایان آبرکرومبی)، به‌طور منظم به بازدید از خانه روسوها می‌پردازد.

روسوهای نوجوان در مدرسه مقدماتی ترایبکا درس می‌خوانند و و دائماً با مدیر مدرسه سبک غرب وحشی خود، آقای لاریتیت (بیل چوت) روبرو می‌شوند.

از آنجا که آن‌ها در دنیای فانی زندگی می‌کنند، راز نگه داشتن جادوگر بودن آن‌ها یک ضرورت است. با این حال، بهترین دوست الکس، هارپر فینکل (جنیفر استون)، راز آن‌ها را در قسمت «هارپر می‌داند» فصل ۲ کشف می‌کند. همچنین بهترین دوست جاستین، زیک بیکرمن (دن بنسون)، این موضوع را در قسمت «زیک می‌یابد» فصل ۴ متوجه می‌شود. به علاوه دوست پسر الکس، میسون گری بک (گرگ سالکین) که یک گرگینه است هم این راز را کشف کرده‌است.

## بازیگران

### اصلی
| بازیگر             | شخصیت       | نام کامل شخصیت                        | توضیحات |
| ------------------ | ----------- | ------------------------------------- | --- |
| سلنا گومز          | الکس روسو   | الکساندرا مارگاریتا روسو              | وی تنها دختر خانواده روسو و فرزند وسط است. او دختری لجباز و سرکش و تنبل است که اغلب با جادوهای خود دردسرهایی ایجاد می‌کند و تمام مدت در جنگ با برادر بزرگترش جاستین است اما در عین حال هوشمند، وفادار و دلسوز هم می‌باشد. او نیمه لاتین و نیمه ایتالیایی است. |
| دیوید هنری         | جاستین روسو | جاستین وینسنزو پِپه روسو               | او برادر الکس، بزرگ‌ترین فرزند خانواده روسو و عزیز کردهٔ والدین خود است. او بسیار باهوش است و در باشگاه‌های متعددی عضو می‌باشد و معمولاً یک خوره کتاب در نظر گرفته می‌شود. او بیش از ۵۰۰۰ طلسم و جادو بلد است و بر خلاف الکس، در اوقات فراغت نیز به مدرسه می‌رود. جاستین مسئولیت پذیر، معقول، خوش‌قلب و زحمتکش است، اما می‌تواند نسبت به الکس و مکس کمی طعنه‌آمیز باشد. |
| جیک تی. آستین      | مکس روسو    | مکسیمیلیان آلانزو ارنستو روسو         | او برادر الکس و جاستین و کوچک‌ترین فرزند خانواده روسو است. وی علاقه زیادی به اسکیت دارد و جادوی او کم‌تر از جاستین و الکس است. |
| جنیفر استون        | هارپر فینکل | هارپر روزان ایوانز فینکل              | او بهترین دوست الکس، یک نوجوان معمولی و بر خلاف الکس، یک دانش آموز سخت کوش و یک فرد نسبتاً مثبت است، اما هنوز هم با الکس در ارتباط می‌باشد و کراش روی جاستین است. |
| ماریا کانالز باررا | ترسا روسو   | ترسا ماگدالنا مارگاریتا روسو (لارکین) | او مادر الکس، جاستین و مکس روسو است و با شوهرش جری، مالک مشترک ایستگاه فرعی ویورلی می‌باشد. ترسا کمی جدی تر از همسر خود است، اصالتاً آمریکایی-مکزیکی و برخلاف فرزندان و همسر خود یک انسان و بدون جادو است. او از جادو خوشش نمی‌آید که احتمالاً به این دلیل است که به مدت دوازده سال توسط طلسم عشق یک جادوگر، جادو شده بود. او همیشه تلاش می‌کند تا ارتباط بیشتری با بچه‌ها داشته باشد اما معمولاً موفق نمی‌شود. با این حال از بین فرزندان خود بیشتر از همه عاشق مکس است. |
| دیوید دی لوئیس     | جری روسو    | جرالدو پِپه روسو                       | او پدر الکس، جاستین و مکس روسو و همچنین یک جادوگر سابق است که پس از ازدواج با همسرش ترزا، یک انسان فانی، تصمیم به رها کردن قدرت خود گرفت، زیرا با توجه به قانون جادوگران، ازدواج یک جادوگر با انسانی فانی، ممنوع است. او اصالتاً آمریکایی ایتالیایی است و برخلاف کودکان خود هیچ قدرتی ندارد. |

### دوره‌ای
| بازیگر          | شخصیت                  | توضیحات                                         |
| --------------- | ---------------------- | ----------------------------------------------- |
| دین بنسون       | حزقیال "زیک" بیکرمن    | بهترین دوست جاستین                              |
| ایان آبرکرومبی  | پروفسور کرامبز         | مدیر مدرسه جادوگری                              |
| بیل چوت         | آقای هرچل لارتیت       | دبیر دبیرستان پترایبکا                          |
| جف گارلین       | عمو کلبو               |                                                 |
| جاش سوسمن       | هیو نورمیوس            | معلم جادوگری الکس                               |
| پاولی لیت       | فرانکی/جویی            | دشمن جاستین (فصل 1)                             |
| آماندا تپه      | نگهبان امنیتی          | منشی میز اطلاعات، نگهبان موزه و فروشنده هات داگ |
| گرگ سالکین      | میسون گری بک           | همکلاسی کلاس هنر الکس و دوست پسر او             |
| اسکایلر ساموئلز | گرچود "گیگی" هولینگورث | رقیب الکس و آنتاگونیست اولیه                    |
| لوسی هیل        | میراندا همپسون         | دوست دختر جاستین                                |
| بریجیت مندلر    | ژولیت ون هوسن          | یک خون‌آشام نوجوان که عاشق اصلی جاستین روسو است. |
| دانیل ساموناس   | دین موریاتی            | دوست پسر الکس (فصل 2)                           |
| اندی کایندلر    | صدراعظم روتی توتی توتی | رئیس شورای شکار هیولا                           |
| مویسس آریاس     | وجدان                  | افکار درونی مکس در تشخیص بین درست از نادرست     |
| هیلی کییوکو     | استیوی نیکولز          | یک آنتاگونیست اولیه                             |
| کاری والگرن     | هلن                    |                                                 |
| بیلی مدیسن      | مکسین روسو             |                                                 |
| فرانک پاچکو     | فلیکس                  |                                                 |
| لون رامبین      | رزی                    | یک فرشته و دوست دختر جاستین                     |
| جان روبنشتاین   | گوروگ                  | فرشته تاریکی و آنتاگونیست اولیه                 |
| فرد استولر      | دکستر                  |                                                 |
| کمرون سندرز     | نلویس                  |                                                 |
| مک کلی میلر     | تالیا رابینسون         | دوست دختر مکس                                   |
| دوئین جانسون    | خودش                   | حضور افتخاری                                    |

|-
|شکیرا || خودش || حضور افتخاری|}

## جوایز و نامزدها
| سال  | جایزه                                     | رده‌بندی                                                                       | دریافت‌کننده                                    | نتیجه    |
| ---- | ----------------------------------------- | ----------------------------------------------------------------------------- | ---------------------------------------------- | -------- |
| ۲۰۰۸ | جوایز آلما                                | عملکرد برجسته بازیگر مرد در یک سریال کمدی                                     | جیک تی. آستین                                  | نامزدشده |
| ۲۰۰۸ | جوایز آلما                                | عملکرد برجسته بازیگر زن در یک سریال کمدی                                      | سلنا گومز                                      | نامزدشده |
| ۲۰۰۸ | جوایز آلما                                | عملکرد برجسته بازیگر زن در یک سریال کمدی                                      | ماریا کانالز باررا                             | نامزدشده |
| ۲۰۰۸ | جایزه هنرمند جوان                         | بهترین عملکرد گروه جوان در یک سریال تلویزیونی                                 | سلنا گومز دیوید هنری جیک تی. آستین جنیفر استون | نامزدشده |
| ۲۰۰۸ | جوایز ایمژن                               | بهترین بازیگر زن-تلویزیون                                                     | سلنا گومز                                      | نامزدشده |
| ۲۰۰۸ | جوایز ایمژن                               | بهترین بازیگر مکمل زن-تلویزیون                                                | ماریا کانالز باررا                             | نامزدشده |
| ۲۰۰۸ | جایزه انجمن کارگردانان آمریکا             | بهترین کارگردان برنامه‌های کودکان                                              | فرد سویج (اپیزود: The Crazy 10 Minute Sale)    | نامزدشده |
| ۲۰۰۸ | جایزه انجمن بازیگران آمریکا               | برجسته‌ترین بازیگری - برنامه‌نویسی سریال کودکان                                 | روث لمبرت و رابرت مک گی                        | نامزدشده |
| ۲۰۰۹ | جایزه برگزیده کودکان                      | بازیگر محبوب تلویزیون                                                         | سلنا گومز                                      | برنده    |
| ۲۰۰۹ | جایزه برگزیده کودکان نیکلودین             | ستاره محبوب بین‌المللی تلویزیون                                                | سلنا گومز                                      | نامزدشده |
| ۲۰۰۹ | جوایز آلما                                | بازیگر نقش اول مرد در تلویزیون - کمدی                                         | جیک تی. آستین                                  | نامزدشده |
| ۲۰۰۹ | جوایز آلما                                | بازیگر نقش اول زن در تلویزیون - کمدی                                          | سلنا گومز                                      | برنده    |
| ۲۰۰۹ | جوایز آلما                                | بازیگر نقش اول زن در تلویزیون - کمدی                                          | ماریا کانالز باررا                             | نامزدشده |
| ۲۰۰۹ | جوایز آلما                                | پشت صحنه                                                                      | پیتر موریتا                                    | نامزدشده |
| ۲۰۰۹ | جایزه هنرمند جوان                         | بهترین عملکرد در یک سریال تلویزیونی (کمدی یا درام) - بازیگر زن جوان نقش اصلی  | سلنا گومز                                      | نامزدشده |
| ۲۰۰۹ | جایزه هنرمند جوان                         | بهترین عملکرد در یک سریال تلویزیونی (کمدی یا درام) - بازیگر مرد جوان نقش اصلی | جیک تی. آستین                                  | نامزدشده |
| ۲۰۰۹ | جوایز ایمژن                               | بهترین بازیگر زن-تلویزیون                                                     | سلنا گومز                                      | نامزدشده |
| ۲۰۰۹ | جوایز ایمژن                               | بهترین بازیگر زن نقش مکمل تلویزیون                                            | ماریا کانالز باررا                             | نامزدشده |
| ۲۰۰۹ | جایزه ایمیج                               | بهترین اجرا در بخش مجموعه‌های تلویزیونی یا ویژه‌برنامه‌های جوانان/کودکان         | سلنا گومز                                      | نامزدشده |
| ۲۰۰۹ | جوایز برگزیده نوجوانان                    | تلویزیون برگزیده: شخص وابسته                                                  | جیک تی. آستین                                  | نامزدشده |
| ۲۰۰۹ | جایزه امی ساعات پربیننده                  | بهترین برنامهٔ کودکان                                                          | جادوگران محله ویورلی                           | برنده    |
| ۲۰۰۹ | جامعه بازیگران آمریکا                     | برجسته‌ترین بازیگری - برنامه‌نویسی سریال کودکان                                 | روث لمبرت و رابرت مک گی                        | برنده    |
| ۲۰۱۰ | جایزه برگزیده کودکان                      | بازیگر زن محبوب تلویزیون                                                      | سلنا گومز                                      | برنده    |
| ۲۰۱۰ | جایزه برگزیده کودکان                      | برنامه محبوب تلویزیون                                                         | جادوگران محله ویورلی                           | نامزدشده |
| ۲۰۱۰ | جایزه برگزیده کودکان استرالیایی نیکولدئون | ستاره محبوب تلویزیون                                                          | سلنا گومز                                      | برنده    |
| ۲۰۱۰ | جایزه برگزیده کودکان استرالیایی نیکولدئون | برنامه تلویزیونی محبوب                                                        | جادوگران محله ویورلی                           | نامزدشده |
| ۲۰۱۰ | جایزه هنرمند جوان                         | بهترین عملکرد در یک سریال تلویزیونی (کمدی یا درام) - بازیگر جوان نقش اصلی     | جیک تی. آستین                                  | نامزدشده |
| ۲۰۱۰ | جایزه ایمیج                               | بهترین اجرا در بخش مجموعه‌های تلویزیونی یا ویژه‌برنامه‌های جوانان/کودکان         | سلنا گومز                                      | نامزدشده |
| ۲۰۱۰ | جوایز برگزیده نوجوانان                    | بازیگر زن تلویزیونی برگزیده: کمدی                                             | سلنا گومز                                      | برنده    |
| ۲۰۱۰ | جوایز برگزیده نوجوانان                    | نمایش تلویزیونی برگزیده: کمدی                                                 | جادوگران محله ویورلی                           | نامزدشده |
| ۲۰۱۰ | جایزه امی ساعات پربیننده                  | برنامه کودک برجسته                                                            | جادوگران محله ویورلی                           | نامزدشده |
| ۲۰۱۰ | جوایز تلویزیون جوانان هالیوود             | بازیگر نوجوان انتخاب شده: کمدی                                                | گرگ سالکین                                     | نامزدشده |
| ۲۰۱۰ | جوایز آکادمی بریتانیایی کودکان            | رای: تلویزیون                                                                 | جادوگران محله ویورلی                           | برنده    |
| ۲۰۱۰ | جوایز گریسی آلن                           | بازیگر زن برجسته افزایشی در یک سریال کمدی                                     | سلنا گومز                                      | برنده    |
| ۲۰۱۰ | جایزه برگزیده کودکان مکزیک                | شخصیت زن محبوب بین‌المللی                                                      | سلنا گومز                                      | نامزدشده |
| ۲۰۱۰ | جامعه بازیگران آمریکا                     | برجسته‌ترین بازیگری - برنامه‌نویسی سریال کودکان                                 | روث لمبرت و رابرت مک گی                        | نامزدشده |
| ۲۰۱۰ | جشنواره تلویزیون شانگهای                  | جایزه ماگنولیا برای بهترین تلویزیون فیلم یا مینی سریال                        | جادوگران محله ویورلی                           | نامزدشده |
| ۲۰۱۱ | جایزه برگزیده کودکان                      | بازیگر زن محبوب تلویزیون                                                      | سلنا گومز                                      | برنده    |
| ۲۰۱۱ | جایزه برگزیده کودکان                      | تلویزیون برگزیده: شخص وابسته                                                  | دیوید هنری                                     | نامزدشده |
| ۲۰۱۱ | جایزه برگزیده کودکان                      | نمایش تلویزیونی محبوب                                                         | جادوگران محله ویورلی                           | نامزدشده |
| ۲۰۱۱ | جایزه برگزیده کودکان استرالیایی نیکولدئون | ستاره تلویزیونی محبوب                                                         | سلنا گومز                                      | برنده    |
| ۲۰۱۱ | جایزه برگزیده کودکان استرالیایی نیکولدئون | نمایش تلویزیونی محبوب                                                         | جادوگران محله ویورلی                           | برنده    |
| ۲۰۱۱ | جوایز آلما                                | بازیگر زن محبوب تلویزیون-نقش اصلی یک سریال کمدی                               | سلنا گومز                                      | نامزدشده |
| ۲۰۱۱ | جوایز آلما                                | بازیگر زن محبوب تلویزیون-نقش مکمل                                             | ماریا کانالز باررا                             | برنده    |
| ۲۰۱۱ | جوایز آلما                                | سریال تلویزیونی محبوب                                                         | جادوگران محله ویورلی                           | نامزدشده |
| ۲۰۱۱ | جایزه هنرمند جوان                         | بهترین عملکرد در یک سریال تلویزیونی - مهمان بازیگران جوان ۱۱–۱۵ ساله          | بلا تورن                                       | نامزدشده |
| ۲۰۱۱ | جایزه ایمژن                               | بهترین بازیگر زن جوان/تلویزیون                                                | سلنا گومز                                      | برنده    |
| ۲۰۱۱ | جایزه ایمژن                               | بهترین بازیگر زن نقش مکمل/تلویزیون                                            | ماریا کانالز باررا                             | نامزدشده |
| ۲۰۱۱ | جایزه ایمیج                               | بهترین اجرا در بخش مجموعه‌های تلویزیونی یا ویژه‌برنامه‌های جوانان/کودکان         | سلنا گومز                                      | نامزدشده |
| ۲۰۱۱ | جایزه ایمیج                               | برنامه کودک برجسته                                                            | جادوگران محله ویورلی                           | نامزدشده |
| ۲۰۱۱ | جوایز برگزیده نوجوانان                    | بازیگر زن تلویزیونی برگزیده: کمدی                                             | سلنا گومز                                      | برنده    |
| ۲۰۱۱ | جوایز برگزیده نوجوانان                    | نمایش تلویزیونی برگزیده: کمدی                                                 | جادوگران محله ویورلی                           | نامزدشده |
| ۲۰۱۱ | جایزه امی ساعات پربیننده                  | برجسته‌ترین برنامه کودکان                                                      | جادوگران محله ویورلی                           | نامزدشده |
| ۲۰۱۱ | جایزه امی ساعات پربیننده                  | فیلمبرداری برجسته برای سریال چند دوربینه                                      | ریک فرانک گانتر(اپیزود: Dancing With Angels)   | نامزدشده |
| ۲۰۱۱ | جوایز یوت راک                             | رقص با آهنگ بازیگران (تلویزیون / کمدی)                                        | جادوگران محله ویورلی                           | نامزدشده |
| ۲۰۱۱ | جوایز یوت راک                             | رقص با آهنگ بازیگران (تلویزیون / فیلم)                                        | جیک تی. آستین                                  | نامزدشده |
| ۲۰۱۱ | جایزه برگزیده کودکان مکزیک                | نمایش محبوب بین‌المللی                                                         | جادوگران محله ویورلی                           | نامزدشده |
| ۲۰۱۱ | جایزه برگزیده کودکان آرژانتین             | نمایش تلویزیونی محبوب بین‌المللی                                               | جادوگران محله ویورلی                           | نامزدشده |
| ۲۰۱۱ | جامعه بازیگران آمریکا                     | برجسته‌ترین بازیگری - سریال کودکان                                             | روث لمبرت و رابرت مک گی                        | نامزدشده |
| ۲۰۱۲ | جوایز برگزیده کودکان                      | بازیگر زن تلویزیونی محبوب                                                     | سلنا گومز                                      | برنده    |
| ۲۰۱۲ | جوایز برگزیده کودکان                      | تلویزیون برگزیده: شخص وابسته                                                  | جنیفر استون                                    | نامزدشده |
| ۲۰۱۲ | جوایز برگزیده کودکان                      | برنامه تلویزیونی محبوب                                                        | جادوگران محله ویورلی                           | نامزدشده |
| ۲۰۱۲ | جایزه هنرمند جوان                         | بهترین عملکرد در یک سریال تلویزیونی - بازیگر جوان نقش دوره‌ای ۱۷–۲۱            | بریجیت مندلر                                   | نامزدشده |
| ۲۰۱۲ | جایزه هنرمند جوان                         | بهترین عملکرد در یک سریال تلویزیونی - بازیگر مهمان جوان ۱۴–۱۷                 | ال جی بنت                                      | نامزدشده |
| ۲۰۱۲ | جوایز ایمژن                               | بهترین بازیگر زن جوان تلویزیون                                                | سلنا گومز                                      | نامزدشده |
| ۲۰۱۲ | جایزه ایمیج                               | بهترین نویسندگی برای مجموعهٔ تلویزیونی کمدی                                    | وینس چونگ و بن مونتانیو                        | نامزدشده |
| ۲۰۱۲ | جایزه امی ساعات پربیننده                  | بهترین برنامهٔ کودکان                                                          | جادوگران محله ویورلی                           | برنده    |
| ۲۰۱۲ | جوایز تلویزیون جوانان هالیوود             | بازیگر زن محبوب تلویزیون                                                      | سلنا گومز                                      | نامزدشده |
| ۲۰۱۲ | جوایز تلویزیون جوانان هالیوود             | بازیگر مرد محبوب تلویزیون                                                     | جیک تی. آستین                                  | برنده    |
| ۲۰۱۲ | جوایز تلویزیون جوانان هالیوود             | برنامه محبوب تلویزیون                                                         | جادوگران محله ویورلی                           | برنده    |
| ۲۰۱۲ | جامعه بازیگران آمریکا                     | برجسته‌ترین بازیگری - برنامه‌نویسی سریال کودکان                                 | روث لمبرت و رابرت مک گی                        | برنده    |
| ۲۰۱۳ | جایزه برگزیده کودکان                      | بازیگر زن محبوب تلویزیون                                                      | سلنا گومز                                      | برنده    |
| ۲۰۱۳ | جایزه برگزیده کودکان                      | بازیگر محبوب مرد تلویزیون                                                     | جیک تی. آستین                                  | نامزدشده |
| ۲۰۱۳ | جایزه برگزیده کودکان                      | نمایش تلویزیونی محبوب                                                         | جادوگران محله ویورلی                           | نامزدشده |
| ۲۰۱۳ | جوایز ایمژن                               | بهترین بازیگر زن تلویزیون                                                     | سلنا گومز                                      | نامزدشده |
| ۲۰۱۳ | جوایز ایمژن                               | بهترین برنامه‌نویسی برای کودکان                                                | بازگشت جادوگران: الکس در مقابل الکس            | نامزدشده |